# Garth Ennis

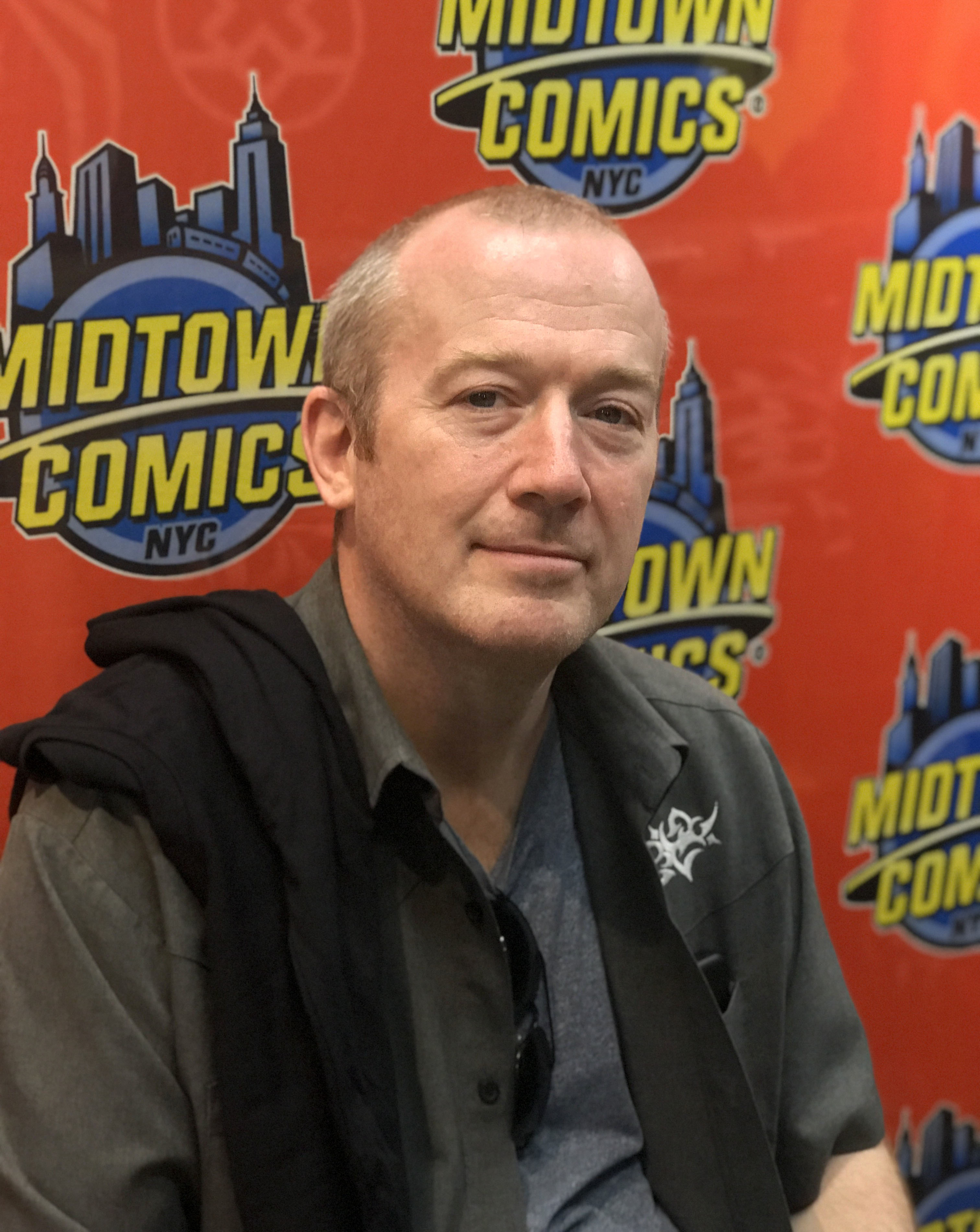
Garth Ennis (2019)

Garth Ennis (* 16. Januar 1970 in Holywood, Nordirland) ist ein britischer Comicautor. Er ist vor allem durch seine DC-Vertigo Comics-Serie Preacher sowie die Serie The Boys bei Wildstorm und Dynamite bekannt. Regelmäßig arbeitet er mit den Zeichnern Steve Dillon, Glen Fabry und John McCrea zusammen.

## Leben

### Anfang seiner Karriere
Ennis Karriere begann 1989 mit der Serie Troubled Souls, die von McCrea gezeichnet wurde und in der kurzlebigen Anthologien-Reihe Crisis erschien. Sie handelt von einem jungen, protestantischen Mann, der in die Wirren und Gewalt des Nordirlandkonfliktes gerät. Die Serie zog eine Fortsetzung nach sich, For a Few Troubles More, in der die zwei Nebencharaktere Dougie and Ivor aus Troubled Souls die Handlung bestimmen. Das Paar bekam 1997 bei Caliber die eigene Serie Dicks.
Eine weitere Serie für Crisis war True Faith, eine Satire auf Religion, inspiriert durch Ennis Schultage, umgesetzt von Warren Pleece. Wie bei den beiden Troubles-Geschichten erschien 1990 eine Sammelausgabe. Proteste religiöser Verbände sorgten jedoch für einen baldigen Verkaufsstopp. 1997 veröffentlichte Vertigo eine Neuausgabe.

### 2000 AD
Kurze Zeit später schrieb Ennis für die Zeitschrift 2000 AD, für die er den Vorzeigetitel Judge Dredd übernahm und für einige Jahre weiterführte.

### DC Comics
Als erste Arbeit an einem US-amerikanischen Comic übernahm er 1991 den DC Comics Horrortitel Hellblazer. Diesen schrieb er bis 1994. Während der zweiten Hälfte des Ennis-Runs wurde Steve Dillon der neue reguläre Zeichner. Später schufen beide zusammen die Serie Preacher.
Von 1993 bis 1995 arbeiteten Ennis and John McCrea an einer anderen DC-Serie, The Demon, in welcher sie den mit Superkräften ausgestatteten Auftragskiller Tommy Monaghan, auch bekannt als Hitman, einführten.
Nach dem Ende von The Demon erhielt Hitman eine eigene Serie, welche wiederum von beiden umgesetzt wurde. Von 1996 bis 2001 brachte es die Reihe auf 60 Ausgaben plus einige Specials.
Ennis Hauptwerk aber ist wohl die Serie Preacher, geschaffen zusammen mit dem Zeichner Steve Dillon. Diese Reihe brachte es beim DC Label Vertigo auf 66 Ausgaben und erzählt die Geschichte eines desillusionierten Predigers mit übernatürlichen Kräften, der auf der Suche nach Gott ist, der seine Schöpfung im Stich gelassen hat.

### Image
Während seiner Zeit bei DC schrieb Ennis als Auftragsarbeit für Image das Crossover Medieval Spawn/Witchblade, im Anschluss die neue Serie The Darkness zusammen mit Marc Silvestri. Diese Versuche waren kommerziell recht erfolgreich, jedoch gab Ennis The Darkness bald auf. Erst Jahre später schuf er zusammen mit Amanda Connor die Image-Comics-Reihe The Pro (deutsch: Die Super-Schlampe).

### Marvel
Später wechselte Ennis zum Hauptkonkurrenten Marvel Comics und übernahm wiederum zusammen mit Steve Dillon die Serie Punisher. Von vielen Fans der Reihe wurde Ennis abgefahrener Humor stark kritisiert, wegen des großen Erfolges aber erschienen weitere von ihm verfasste Miniserien mit der Figur.
Ebenfalls bei Marvel arbeitete er an Hulk: Smash und einer Spider-Man-Mini-Serie mit John McCrea, sowie einer Reihe über Nick Fury zusammen mit Darick Robertson.

### The Boys
Die von Ennis und Darick Robertson geschriebene Comic-Serie The Boys erschien ab 2006 zunächst gedruckt bei Wildstorm und ab 2019 als Spielfilm-Serie The Boys bei Amazon Studios.

## Stil
Die Arbeiten von Garth Ennis sind geprägt durch seinen beißenden schwarzen Humor und dem Einsatz von exzessiver Gewalt als Stilmittel. Auch Scherze auf Kosten von Minderheiten, Blasphemie und wilde, teilweise wirre Geschichten sind bei ihm üblich. Aber auch Themen wie Männerfreundschaften und ungewöhnliche Abschlüsse von Geschichten sind in seinen Erzählungen zu finden.
Ein wichtiger Teil seiner Werke ist seine offen ausgetragene Verachtung von Superhelden jeder Art, ausgenommen sogenannte „Antihelden“ wie den Punisher (der in Wirklichkeit nur ein massenmordender Psychopath ist). Dies zeigt sich vor allem in The Boys, worin er Superhelden als inhärent psycho- bis soziopathisch, gesellschaftsfeindlich, mordend und überflüssig darstellt, wobei er verkennt, dass in den meisten Superheldengeschichten die Helden lediglich als Reaktion auftreten, nachdem Bedrohungen auftauchen, mit denen Polizei, Feuerwehr und Militär eindeutig überfordert sind.
Ein häufig kritisierter Teil seiner Arbeiten ist seine offen zur Schau gestellte Einstellung, dass Menschen niemals aus eigenem Antrieb ohne Hintergedanken anderen helfen würden und es keine anständigen Menschen gibt, was von vielen Lesern als der bei weitem unrealistischste Teil seiner Geschichten angesehen wird.

## Veröffentlichungen auf Deutsch (Auswahl)
Ennis’ Frühwerke Troubled Souls und For a Few Troubles More erschienen beim Bastei-Verlag als Zerrissene Herzen. Preacher wurde auf Deutsch veröffentlicht von Speed Comics, während Dino, später dann Panini, Hitman sowie das gesamte Marvel-Material veröffentlichte. Die Darkness-Reihe und Spawn/Witchblade erschienen zuerst bei Splitter, später bei Infinity. Hellblazer wurde von Schreiber und Leser und später Panini veröffentlicht, The Pro erschien in Hit Comics beim Kleinverlag JNK. Code Pru erscheint bei Dantes.